# Zona arqueológica de Xochicalco
Xochicalco es un sitio arqueológico que se ubica entre los límites de los municipios de Miacatlan y Temixco en el estado de Morelos, México, a 38 km al suroeste de la ciudad de Cuernavaca. Fue declarado Patrimonio de la Humanidad por la Unesco en 1999. 
El apogeo de Xochicalco tiene lugar en el período llamado Epiclásico (650 - 900). Durante este lapso se construyó la mayoría de la arquitectura monumental visible hoy en día; su desarrollo y surgimiento se debe entender a partir de su relación con Teotihuacán, el asentamiento dominante en Mesoamérica a lo largo del período clásico.
De acuerdo con algunos investigadores, Xochicalco surgió tras el abandono de Teotihuacán para ocupar el vacío de poder económico y político provocado por ese hecho. De hecho este centro tuvo su apogeo entre los años 650 y 900 después de Cristo, justo entre la caída de Teotihuacán y el surgimiento de Tula.

## Ruinas de Xochicalco
Esta ruina arqueológica está asentada en el valle de Morelos, alcanzó su máximo esplendor a raíz del debilitamiento de Teotihuacán. Se considera cuna del culto y la deificación del Dios Quetzalcóatl, de suma importancia para culturas posteriores, como la tolteca y la mexica.
La ciudad se edificó en la cima de varios cerros, modificados mediante fosos y terrazas artificiales. La accidentada topografía de sus elevaciones permitió construir una urbe fortificada, custodiada por atalayas y con una gran Ciudadela con basamentos piramidales, palacios y juegos de pelota.
El crecimiento de Xochicalco se debió a su ubicación estratégica, que le permitió establecer intercambios con las regiones de Michoacán, Guerrero, Oaxaca, el área maya y las costas del Golfo y del Pacífico.
La iconografía arquitectónica con temas bélicos, la astronomía y la refinada cultura material, que incluye complejos mensajes cosmogónicos, como los relieves de la Pirámide de la Serpiente Emplumada, hicieron de este centro un referente de la síntesis cultural mesoamericana y del surgimiento de las ciudades militaristas. 
Tiempo de desarrollo. Su desarrollo se consolidó durante el Epiclásico (650-900 d. C.) y fue abandonada alrededor del 1100 debido a rebeliones internas.

## Toponimia
Xochicalco, palabra náhuatl que significa “en el lugar de la casa de las flores”, es un centro urbano de Mesoamérica cuidadosamente trazado y construido en una serie de terrazas artificiales sobre un grupo de cerros (como La Bodega, La Malinche y Xochicalco) cuya ubicación aunada a la construcción de fosos, murallas y otros elementos defensivos permitiría contener posibles ataques.
Dada su ubicación geográfica, Xochicalco goza de fama a nivel mundial y es muy visitado, sobre todo al inicio de verano, en que los rayos del sol penetran perpendicularmente e iluminan de manera particular las cuevas, creando un ambiente misterioso.
Xochicalco fue la ciudad que dominó el occidente de Morelos consiguiente al abandono de Teotihuacán. El templo principal tiene ornamentos con relieves referentes al culto a Quetzalcóatl (la serpiente emplumada). Los jeroglíficos que logramos observar fueron los que representaban la relación con Oaxaca, Veracruz y gran parte del área Maya.

## Arquitectura
El sitio arqueológico de Xochicalco fue edificado originalmente sobre tres cerros de roca caliza. Los xochicalcas planearon de forma cuidadosa la estructura de las construcciones, pues los cerros fueron modificados mediante diversos procesos, tales como extracción de roca, recubrimiento y decoración, entre algunos  otros. Todo lo anterior, con el propósito de crear las explanadas, sobre las cuales se establecieron los edificios, calzadas y escaleras que permitían el acceso entre las terrazas, azoteas y el drenaje.  
Lo que más destaca de la estructura es su carácter defensivo, pues en el perímetro de la parte baja del cerro existen fosos, además de muros altos y planos que cubren las terrazas, lo cual impedía que fueran escalados. En cuanto al interior, aún pueden apreciarse fortificaciones que se utilizaban para vigilar la entrada, así como muros, pórticos y escaleras para restringir la circulación.
En la cumbre del cerro se ubican edificaciones religiosas y administrativas que se conectan unas con otras. La Acrópolis, recinto administrativo central de Xochicalco, servía como palacio del gobernante. Al Este de la Acrópolis se puede ver la plaza Ceremonial, donde se ubica la Pirámide de las Serpientes Emplumadas conocida como Quetzalcóatl, así como otros templos religiosos. La Gran Pirámide de Xochicalco se localiza en la plaza Principal, en la cual se reunían para presenciar ceremonias públicas. 
Entre los conjuntos habitacionales, por un lado se ubican los “palacios”, donde residía la nobleza dirigente, ubicados al norte de la plaza Principal. Por otro lado, en los pisos inferiores, las habitaciones se construían con cualidades más humildes, principalmente en el tamaño y la calidad de los materiales. 
Otras construcciones que destacan son las tres canchas de juego de pelota, las cuales responden a diferentes planos arquitectónicos, ya que se utilizaban con diferentes propósitos: desde rituales en culto a la sequía-lluvia, hasta los asociados con el día y la noche. Dichas canchas se localizan, respectivamente, en las partes Norte, Este y Sur de la Zona. 

En el lado Oeste está el observatorio, el cual fue diseñado y taladrado en la roca, con el propósito de señalar tanto el solsticio de verano, como el movimiento del Sol.

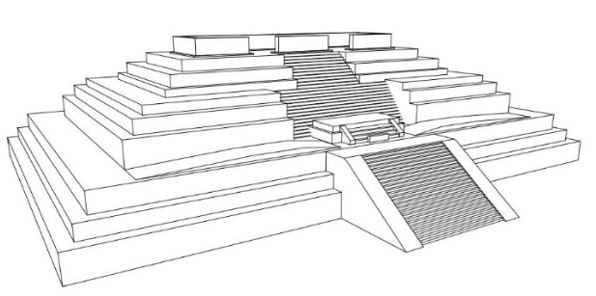
Perspectiva de Xochicalco

## Monumentos

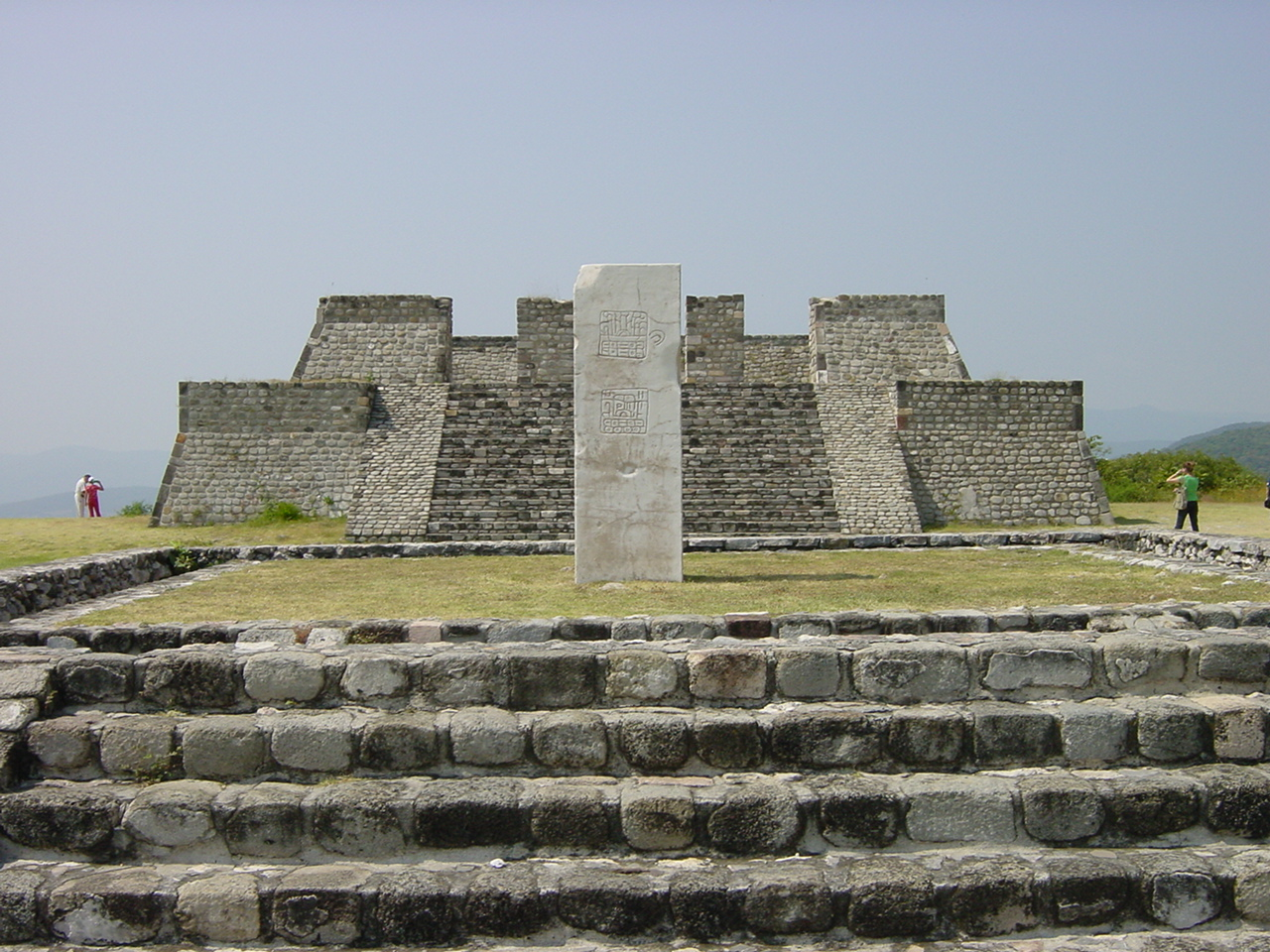
Plaza de la Estela de los Dos Glifos

Se especula que Xochicalco debió haber tenido una comunidad de artistas provenientes de otras partes de Mesoamérica.
Son de especial interés los relieves esculpidos en los lados de algunos edificios. El templo de la Serpiente Emplumada tiene finas y estilizadas representaciones de la deidad, en un estilo que incluye una aparente influencia teotihuacana y maya.
El principal atractivo del sitio arqueológico es la Pirámide de la Serpiente Emplumada. Así mismo, hay un notable observatorio dentro de una cueva con escalones labrados hacia el interior, en donde en el Equinoccio los rayos solares la iluminan creando un haz de luz extremadamente brillante. Fuera de este día y de la hora cenital; el rayo de luz que posee un punto de enfoque de aproximadamente cincuenta centímetros de piso, si el observador disminuye la distancia del punto de enfoque de la sombra al acercar, por ejemplo la mano al suelo, se crea un fenómeno óptico que difumina el haz hacia los lados creando en el suelo una sombra difusa con más luz al centro del objeto dando el aspecto radiopaco de los huesos de los dedos y brazos como si se tratase de una radiografía, siendo esto solo una ilusión óptica.
Los otros monumentos en el sitio son: los templos piramidales, palacios, tres juegos de pelota, temazcales, una inusual fila de altares circulares. También hay algunas estelas esculpidas con los nombres y escenas de tres reyes de Xochicalco. Algunas estelas han sido removidas de sus lugares originales, y ahora se exhiben el Museo Nacional de Antropología e Historia en la Ciudad de México o en el museo de sitio.

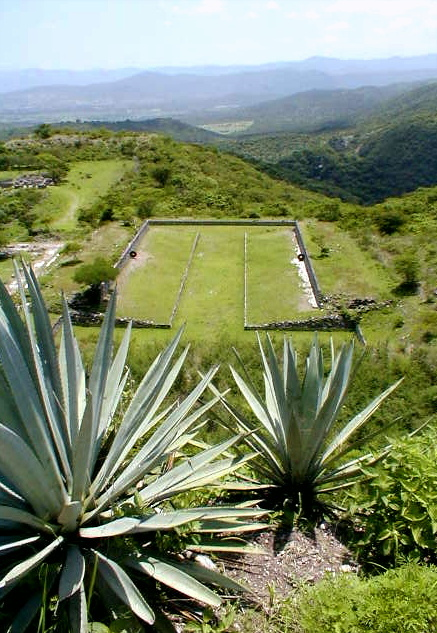
Cancha de juego de pelota.

Plaza Central. Posiblemente fue el espacio cívico-religioso más importante de la ciudad. Al centro de la plaza se ubica un adoratorio que contenía una estela con dos glifos, a los costados los edificios Este y Oeste, y al fondo la Gran Pirámide, que es la construcción de mayores dimensiones del sitio.
La Malinche. En esta área se localiza el Juego de Pelota Sur, el más grande de los tres que se conocen en el sitio, así como veinte altares redondos y uno cuadrado que tal vez se utilizaban para el cálculo del calendario ritual de 260 días, y un conjunto de habitaciones conocido como El Palacio, que quizá era ocupado por un grupo de nobles.
Plaza Principal. Con un carácter básicamente político y ceremonial, este espacio contaba con un acceso sumamente restringido. En su interior se encuentran las estructuras más importantes del sitio, como la Pirámide de la Serpiente Emplumada, edificio de extraordinaria belleza y enorme significado, decorado con relieves por sus cuatro caras; el Templo de las Estelas, donde se descubrieron las tres estelas relacionadas con Quetzalcóatl y que actualmente se exhiben en el Museo Nacional de Antropología, y la Acrópolis, residencia de los principales señores de la ciudad, que se localiza en la parte más alta del sitio.
Conjunto Este. En él encontramos el Juego de Pelota Este, la Rampa de los Animales, integrada por 255 losas con representaciones de animales, y el Conjunto Central, área donde se localiza un altar policromado, un temazcal o baño de vapor y una cisterna para almacenar agua de lluvia, la cual era distribuida hacia todo el conjunto, mediante un elaborado sistema de drenaje.
Conjunto Oeste. Integrado por estructuras situadas sobre la cueva del Observatorio, el cual fue utilizado para la exploración astronómica.

## Sitio astronómico

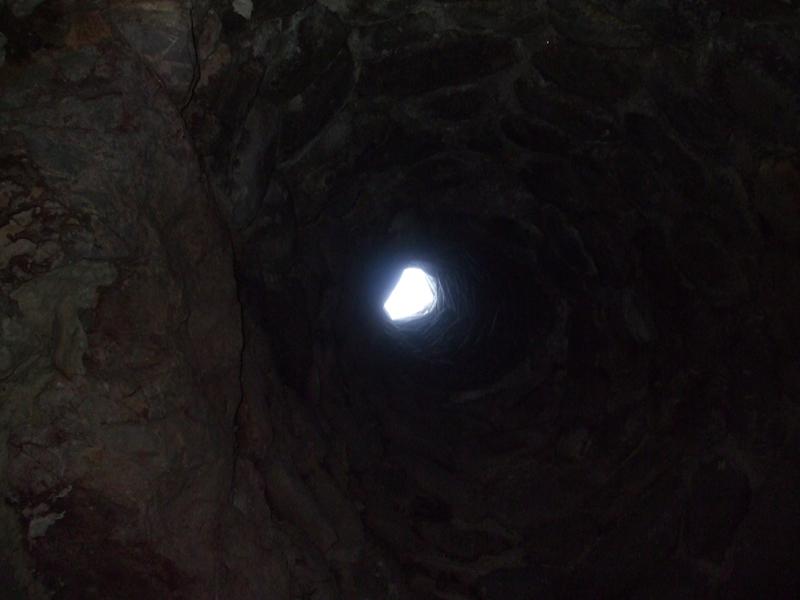
Observatorio astronómico.

La gran cantidad de cuevas que se encuentran en las laderas del cerro, no son naturales, fueron excavadas por los xochicalcas para obtener materiales para la construcción; muchas de ellas, fueron acondicionadas para ser usadas con diferentes propósitos, tal es el caso de la cueva en donde se encuentra el Observatorio, en donde se estudiaba el movimiento del sol. Presenta en su interior un pasillo y una gran cámara con una chimenea que mide de la base a la superficie 8.7 metros, cuya boca del tiro es hexagonal; dicho tiro tiene una ligera inclinación para que los rayos penetren y se vea el hexágono proyectado en el piso de la cueva, además se encontraba recubierta con estuco y pintado de colores negro, amarillo y rojo.
En el período de 105 días, que va desde el 30 de abril al 15 de agosto, el sol penetra por la boca de la chimenea. En el movimiento del sol hacia el Trópico de Cáncer y a su regreso, respectivamente los días 14/15 de mayo y 28/29 de julio, el astro está en su cenit y en el mediodía astronómico: el haz de luz cae directamente a través del tubo proyectando la imagen del sol en el piso del subterráneo. Seguramente aprovechando el fenómeno solar, el lugar fue usado también para ceremonias religiosas. Actualmente el observatorio se encuentra abierto al público, ya han concluido las labores de conservación.

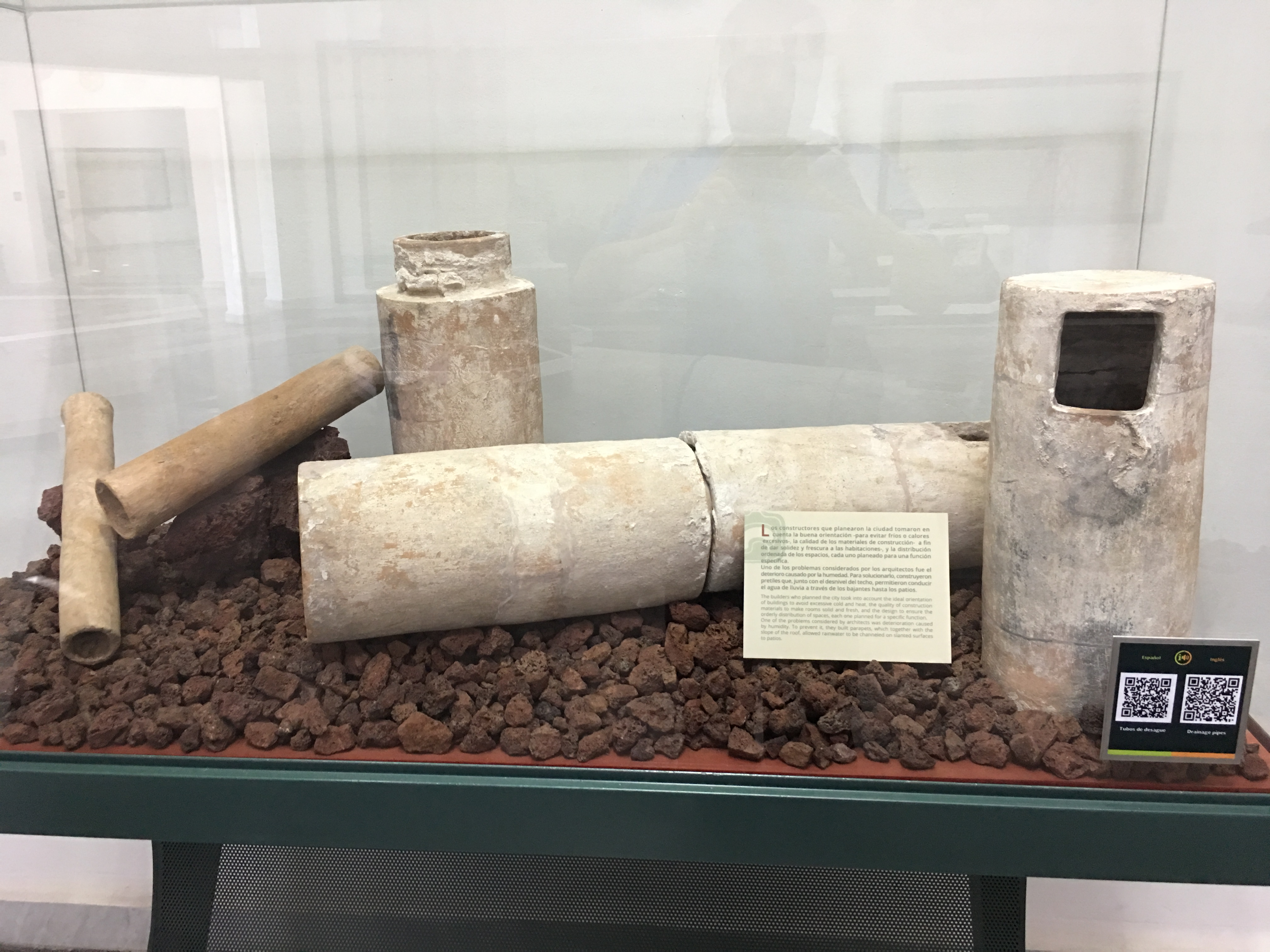
Drenaje pluvial

## Drenaje
Un aspecto muy importante en Xochicalco es que cuenta una serie de drenajes pluviales para almacenar el agua en cisternas y así ser usada en el momento en que fuese requerida por la falta de lluvia, que es aproximadamente de 7 meses al año. Todos estos drenajes estaban hechos con tubos pre construidos que se ensamblaban de forma muy similar a los de hoy en día.
Estos drenajes pudieron emplearse para desarrollar un culto hacia la deidad de la lluvia.

## Templo de la Serpiente Emplumada
La pirámide fue intervenida por el arqueólogo Leopoldo Batres en 1909-1910; él  restauró la estructura como la conocemos hoy en día e hizo un magnífico trabajo, considerando las piedras faltantes que se llevaron los hacendados para edificar sus haciendas y para instalar la maquinaria requerida en la fabricación de azúcar.
La estructura tuvo una primera etapa constructiva, consistente en un pequeño cuarto porticado de 10 por 11 metros; posteriormente se le hace una pequeña ampliación hacia el frente y después es tapado para construir la pirámide que marcó el sitio más importante de Xochicalco, al ser el eje del diseño de la ciudad. Esta construcción consta de un basamento con muros en talud, coronado por un paramento con cornisa y sobre él habría estado el templo del que solo queda una hilada de piedras en talud; los maravillosos labrados sobre sillares ensamblados de basaltos y andesita con que fue hecho el edificio fueron unidos sin utilizar ningún tipo de argamasa.

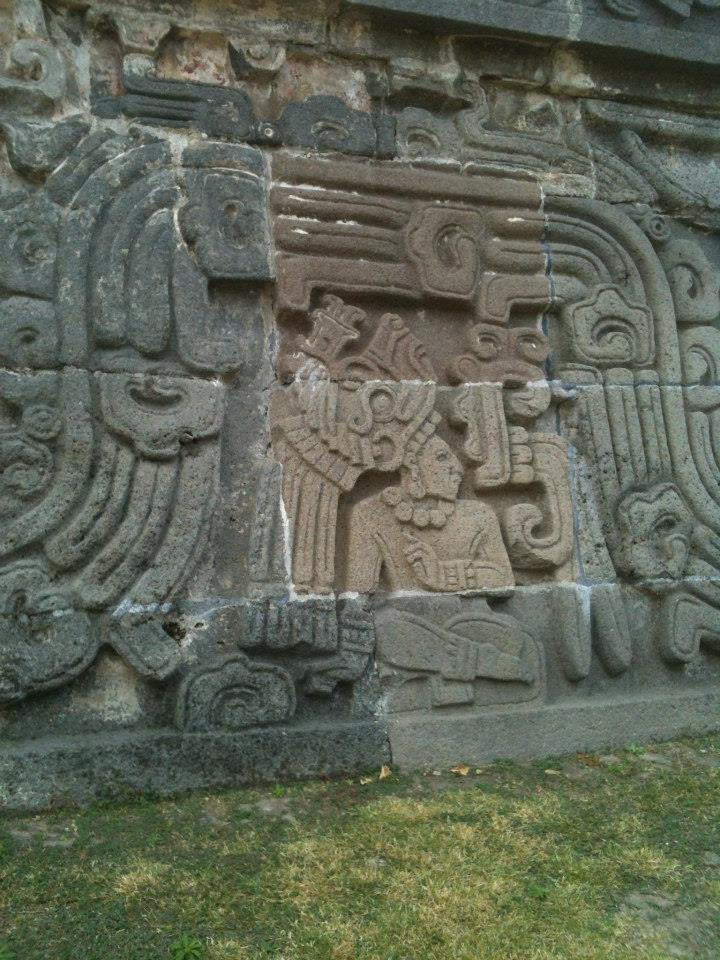
Hombre maya en el Templo de la Serpiente emplumada.

Principiemos con la lectura de este monumento, en el talud de la pirámide en los lados este, sur y norte hay seis serpientes emplumadas, separadas entre sí por entrelaces y dos más pequeñas en el lado oeste; las grandes cabezas del reptil están coronadas de plumas, así como todo el cuerpo y rematando la cola con un crótalo y un ramo de largas plumas, su cuerpo es ondulante y tachonado de caracoles.
En el primer y segundo meandro está un hombre sentado en un pequeño cojín; su cabeza está deformada con deformación tabular erecta característica propia del área maya, por indumentaria porta su braguero, un collar de cuentas, orejeras con cuenta y un gran tocado de cabeza de reptil con largas plumas. Al frente de la cara está el signo de la palabra calificado con plumas y que se debe leer como un discurso precioso. En el tercer meandro se encuentra la fecha “9 ojo de reptil”, adornada con volutas de humo; el signo ojo de reptil fue bautizado con ese nombre por el investigador Hermann Beyer; sin embargo, Alfonso Caso lo identifica para el Calendario mexica como el signo del viento. A su vez, las volutas de humo que rodean al glifo se interpretan como el signo del fuego nuevo (ciclo de 52 años).
Las Serpientes Emplumadas del frente de la pirámide son iguales a las seis anteriormente descritas, pero se encuentran enmarcando dos de los acontecimientos importantes del monumento. En el frontal de la izquierda y leyendo de derecha a izquierda, se ve el signo del año “6 caña” (el cartucho tiene en el marco un asa que significa atado de días); continúa un cuadrete con una cabeza de mono que presenta en sus márgenes derecho y superior once círculos, los cuales hacen referencia el día “11 mono”. La fecha está amarrada con una cuerda, siendo jalada por una mano hacia el glifo “9 o 10 casa” (la presencia del numeral 9 o 10 en la fecha casa, hace referencia a que no recordaban con exactitud la fecha) y detrás de este se observa otra mano, apoyada en un cuadrete que tiene un círculo. A esto se le ha interpretado como un ajuste calendárico.
En el frontal del lado derecho y leyendo de derecha a izquierda, se ve el glifo de un círculo coronado por el signo de año, y en seguida, un hombre sedente con ropaje sencillo que no tiene cabeza (porque el cuerpo labrado se encuentra sobre el tablero donde embonaba la espiga de la cabeza perdida) portando la bolsa de sacerdote, su nombre es “2 movimiento” y su sobrenombre se debe a que está representado como un hombre cargando medio juego de pelota, “Cargador del Universo” (por ser en el juego de pelota donde los astros juegan, y a veces pierden y otras ganan). Entre el personaje y su nombre hay una fecha que es el año “10 rayo solar”, equivalente al día pedernal del Calendario mexica, según Alfonso Caso, seguido del día “9 ojo de reptil”, que probablemente se refiere a la inauguración de la pirámide o a la fecha en que se manda construir. Este personaje es mencionado en otros monolitos, por lo que debió ser un gobernante muy importante de Xochicalco.
El paramento del lado Este o la parte posterior del edificio, está dividido en ocho rectángulos, donde cada uno tiene (o tuvo, en el caso de los faltantes) un sacerdote sedente con las piernas cruzadas, sosteniendo un incensario, y los acompaña un signo de día con su numeral y sobre este se encuentra un topónimo que alude al pueblo de donde viene dicho personaje. Los sacerdotes y sus topónimos, que se encontraban en todo el paramento, debieron ser 28 representantes, considerando el tamaño de los rectángulos y calculando los que pueden caber en todo el paramento. Partiendo del centro de la parte posterior hacia la derecha. El primer sacerdote está acompañado del día “5 y glifo no identificado” (los glifos a los que les damos el calificativo de “no identificado” se refieren a signos calendáricos que no aparecen en el periodo posclásico, es decir en el calendario azteca) y sobre este, un topónimo que representa una mano o garra. El siguiente sacerdote tiene el día “6  y glifo no identificado“ y sobre él unas manos cerradas que se tocan entre ellas por los nudillos, en las muñecas tienen cintas que cuelgan; los dos siguientes rectángulos no existen. Hacia el lado izquierdo, se repite el mismo sacerdote, pero la fecha es “13 mono“. El topónimo sobre el brasero está representado por unas volutas incompletas no identificables. El siguiente sacerdote tiene la fecha “3 caña”, y su locativo es una figura femenina que lleva un quexquémitl acompañado de unas plumas. El siguiente sacerdote, la figura también lleva una vírgula alargada, el signo del habla, el glifo de eclipse y encima de este, el topónimo con la representación de la parte trasera de un mamífero y su cola; en el último cuadrete solo está un fragmento de sacerdote.
Continuando la lectura en el lado norte de la pirámide, en el paramento superior hay una serie de rectángulos en los que se ve un personaje sedente con las piernas cruzada que tiene la vírgula de la palabra, porta una bolsa alargada propia de un sacerdote, un tocado con el signo de año con plumas y frente a él hay un topónimo de su lugar de origen y, abajo de este, una boca abierta que se quiere tragar un círculo dividido en cuadrantes, que simboliza un eclipse que se vio en Xochicalco ocurrido el 1 de mayo del año 664 d. C. . En la esquina noreste el primer rectángulo no tiene al sacerdote, pero su topónimo consiste en una bola de plumón, madeja de hilo o de hojas en un cesto y un bastón; el siguiente topónimo no existe; continúa otro con un brazo arrojando una lanza; el que sigue es un animal con cresta, posiblemente un camaleón; a continuación, un coyote con una pluma que le recorre de la oreja a la nariz; el siguiente topónimo de lugar consiste en las extremidades inferiores de una persona, calzada con huaraches que cruzan un río, continúa un elemento que es algo que escurre, pero la ausencia de color hace imposible su identificación; en el penúltimo topónimo podemos observar una liana vegetal con una flor, mientras que en el último, están grabados los miembros inferiores de una persona calzados con huaraches sobre aves.
En el paramento sur, hay cuatro sacerdotes precedidos por el signo del eclipse; solo el cuarto tiene topónimo y consiste en un conejo parado en sus patas traseras con una pequeña vírgula. En el paramento frontal izquierdo de la pirámide, continúan los sacerdotes, el glifo del eclipse, pero no se identifican los topónimos. Y en el derecho, solo hay una piedra labrada en la esquina que debió ser de algún otro lugar de la pirámide, posiblemente del templo superior.
En el frontal del templo superior tenemos, del lado izquierdo, un coyote con un objeto extraño, un guerrero y la fecha fuego nuevo 10 caña; en tanto que, en el lado derecho, tenemos un árbol con una gran raíz, un guerrero y la fecha fuego nuevo 8 caña. Mientras que en las jambas o laterales del templo se encuentra dos figuras humanas de pie ataviadas con bragueros, huaraches y una cinta debajo de la rodilla, que usaban los jugadores para hincarse durante el juego de pelota. Junto al de la jamba izquierda, hay un coyote, un petate y una vasija con hierbas, mientras que el de la jamba derecha, está acompañado de una pequeña deidad femenina (por la nariguera que porta, pareciera una deidad del pulque) y tres conos con espuma.
En el muro del templo que coronaba la pirámide queda una sola escena que nos presenta a una mujer guerrera con su Macuahuitl  y frente a ella, un guerrero sedente con tres flechas, su chimalli, bastón de mando en la mano izquierda y una fecha 7 caña. Del resto del muro del templo, solo quedan algunas piedras labradas en las que se pueden observar varios guerreros asociados a águilas y felinos, probablemente sea el principio de lo que los mexicas llamarían guerreros águila y guerreros jaguar. Además aparecen varias fechas calendáricas que son fácilmente identificables  en cuanto al nombre: caña, cipactli y casa, pero en cuanto al numeral no estamos seguros si está completo ya que se pueden observar faltantes en el labrado final. También hay un glifo que aparece en los murales de Cacaxtla que es un ojo emplumado. Por último, hay dos topónimos, uno en la esquina sureste, que consiste en un río y dentro está la cabeza de una mujer y en la esquina noreste otro que es un hombre pequeño.
Las alfardas de la pirámide tienen labradas las escamas ventrales de las serpientes; probablemente la cabeza de ofidio estaba en la parte superior y en la inferior los crótalos. En los laterales de la alfarda se encuentra un gran guerrero sedente sobre lo que pudiera ser un gran banco con soporte, portando su chimalli y todo ello sobre un campo cultivado.

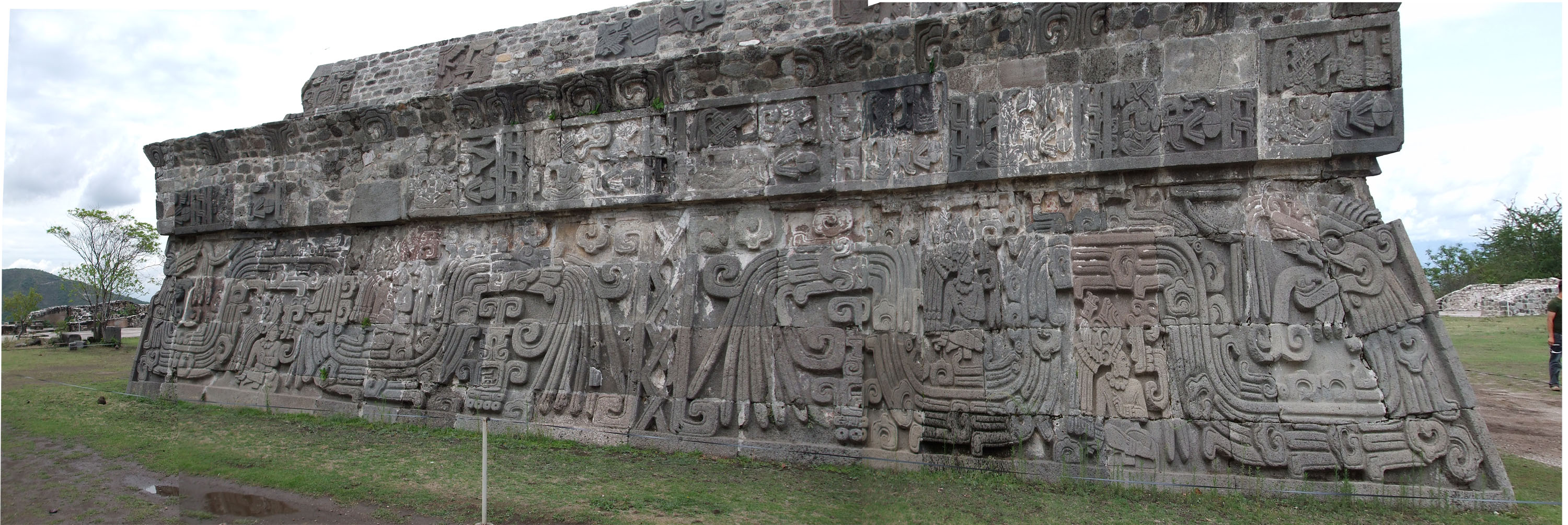
Templo de la Serpiente Emplumada, lado Norte.

## Estelas
En 1962, el arqueólogo Juan A. Sáenz descubrió tres estelas cuadrangulares en la Estructura A. Las estelas poseen elementos como diseños, números, nombres y signos caledáricos. También tienen una connotación religiosa, en la que se propone que representan a los dioses del sol, la tierra y la lluvia. Otras propuestas señalan que puede tratarse de las hazañas de gobernantes.
Estela 1 es una escultura rectangular con la representación principal del dios Quetzalcóatl emergiendo de las fauces de una serpiente, en la estela se narra un conocido mito nahua acerca de la creación, los seres humanos del Quinto Sol o Era Cósmica. Está vinculada con el ciclo del planeta Venus, que en los mitos de creación es el heraldo del Sol por ser la primera estrella que aparece por la mañana, una vez que la oscuridad ha desaparecido. En la parte superior hay un cuadrete con el glifo 7 ojo de reptil. En la parte inferior un rostro con símbolos de fuego emergiendo o abriendo para salir totalmente, en la parte posterior se observan símbolos de 9 tochtli y 5 acatl en orden ascendente a un templo; en los laterales hay símbolos correspondientes para tochtli, acatl, calli y un personaje acostado parecido a un Chac mool.
Estela 2 es una escultura cúbica rectangular con espiga basal. En la cara frontal al centro tiene al dios Tláloc con tocado del símbolo del tiempo; en la parte inferior hay una bigoteras, los colmillos característicos de esta deidad, en los costados se tallaron glifos alusivos al agua y una lengua bífida; en la parte superior un cuadrete con un elemento acuático y el numeral 7. En la cara posterior tiene el numeral 9 rayo de sol, una flecha, una mazorca de maíz, 2 pies ascendiendo y el símbolo del tiempo, terminando en el numeral 13 rayo de sol, el símbolo del tiempo y una cabeza de zopilote.
Estela 3 es una escultura tallada cúbica rectangular en bajo relieve por sus 4 costados. En la cara frontal se tiene la representación de Quetzacóatl con el símbolo Nahui ollin (4 movimiento), y un corazón del que salen 3 gotas de sangre (este mismo elemento aparece en los murales de Cacaxtla) y el numeral 4; en la cara posterior los numerales 10 y 13 caña con un par de pies ascendiendo cada uno y en la parte superior un templo almenado. En los costados tiene diversos numerales (caña, casa, kin, mono) y la representación de un felino con lengua bífida.
Estela 3 escultura interpretada como el autosacrificio de Quetzalcóatl para crear a la quinta humanidad. La parte superior tiene el símbolo 4 movimiento, mientras que en la inferior hay un corazón trilobulado, similar a aquellos representados en Teotihuacán, del cual brotan tres gotas de sangre. 
Estela de los dos glifos hecha de roca caliza se ubicada en un adoratorio al centro de la plaza Central, representa en una de sus caras dos glifos calendáricos: 10 caña y 9 ojo de reptil. Es probable que su importancia resida en la alusión a la fundación de la ciudad.

## Comercio y Especialización Artesanal
Las redes de intercambio entre Xochicalco y otras regiones fueron fundamentalmente para su desarrollo. Esta ciudad estableció relaciones con Oaxaca, Guerrero, la costa del Pacífico y el área maya, que le permitieron convertirse en una urbe con una compleja especialización artesanal controlada por la élite

## Militarismo
El control de las rutas de intercambio de bienes como las conchas marinas, las piedras verdes, la obsidiana o el cacao generó que durante el Epiclásico se desarrollara de manera significativa el militarismo. La ubicación de Xochicalco de cuenta de la intensidad política de la época, pues el sitio se encuentra en la cima de varios cerros desde los que era posible vigilar la intrusión de enemigos que buscarán desestabilizar el poder de la élite.
La guerra para el resguardo del templo se construyeron terrazas, murallas, fosos y cavernas para la defensa del templo.

## Bienes de lujo
Eran aquellos que cada sociedad consideraba especiales  y que otorgan un estatus a quien los poseía y utilizaba, por lo que probablemente fueron exclusivos de la élite o de quienes presidían las ceremonias rituales. Por lo general provenían de regiones foráneas e implicaban un gran esfuerzo para conseguirse y trabajarse. Los más recurrentes fueron las conchas y caracoles marinos, los ornamentos y monumentos de piedra verde y de metal, así como la mica, la pirita y la turquesa.

Conchas y Caracoles Marinos

## Museo

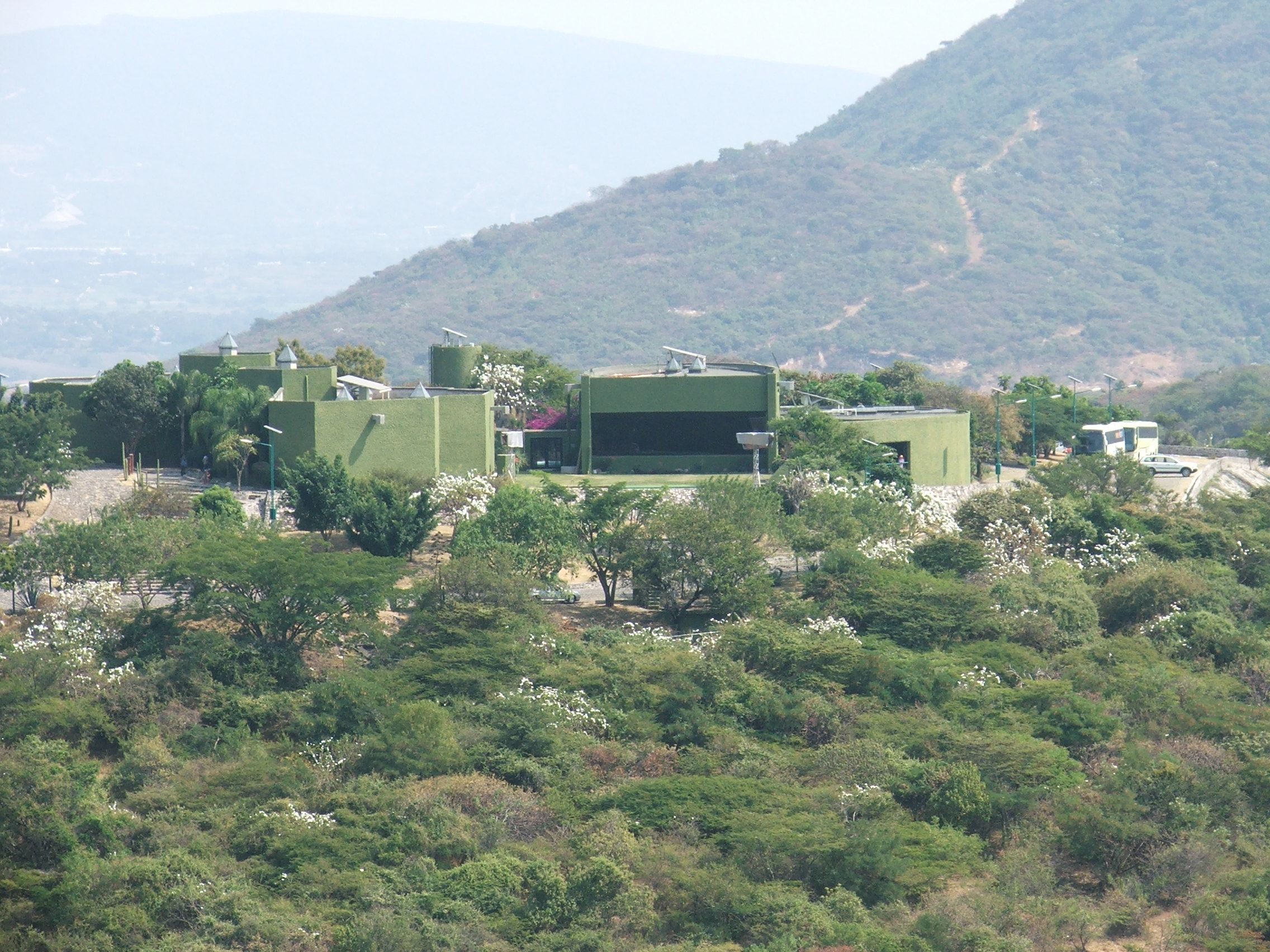
Museo de Zona Arqueológica de Xochicalco

El Museo de sitio de Xochicalco es el primer museo ecológico del mundo. Su proyecto inició en 1993, y fue desarrollado por Rolando J. Dada y Lemus, arquitecto mexicano. Las investigaciones de la ciudad indígena y la construcción del museo formaron parte del programa gubernamental para celebrar los 500 años del viaje de Colón. La obra fue terminada el 30 de noviembre de 1994 y el museo fue inaugurado el 10 de abril de 1996. La zona arqueológica de Xochicalco fue declarada Patrimonio de la Humanidad por la Unesco en 1999.
El museo está asentado en un terreno de 12,676 m², que no cuenta con servicios urbanos de agua potable, drenaje, ni electricidad. Por ello, debió ser concebido como un edificio autosuficiente en sus servicios y climatización.

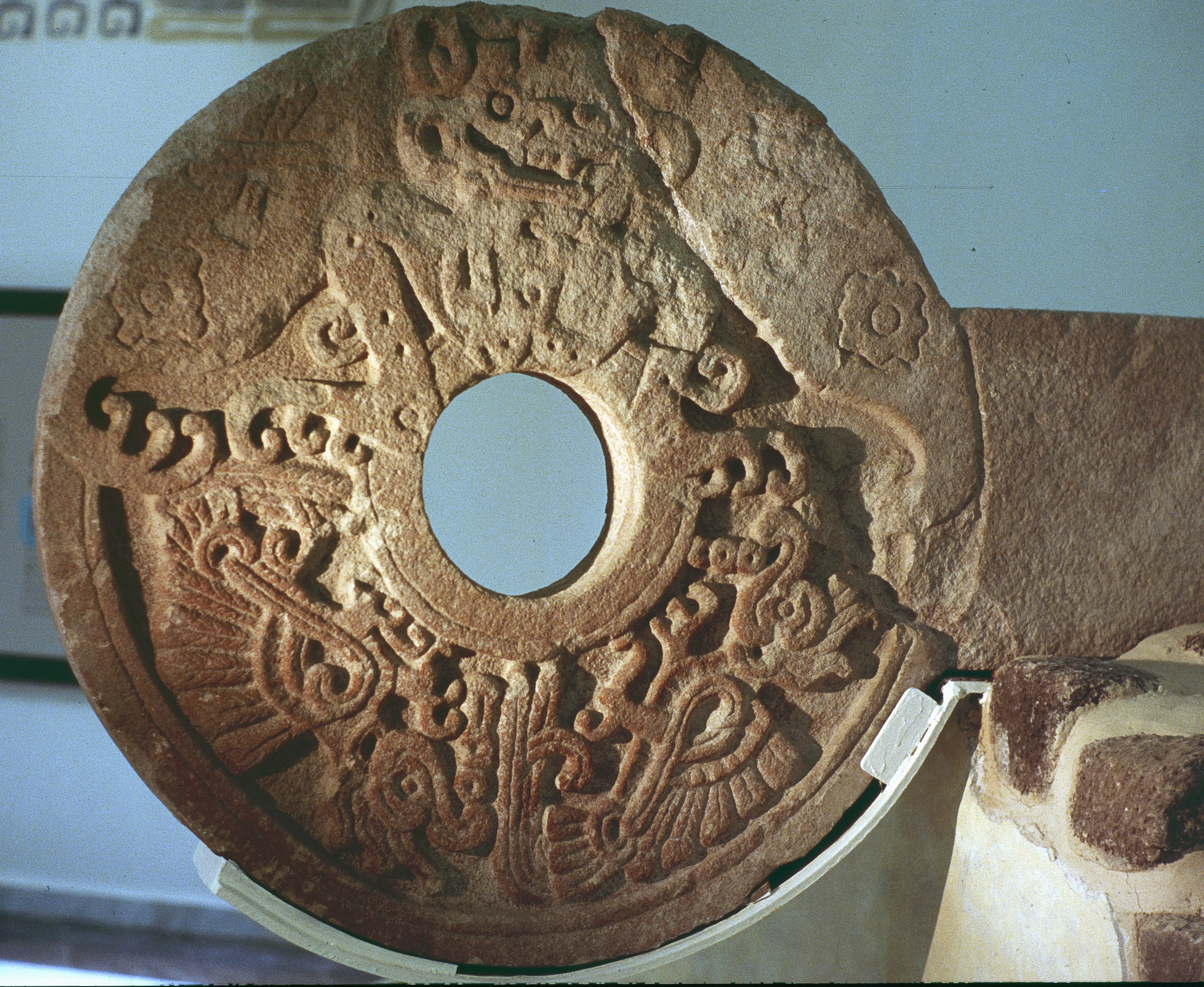
Aro del Juego de Pelota, mostrado en el museo de sitio.

El museo está compuesto por tres zonas: El acceso, el estacionamiento y los jardines exteriores, con una superficie de 4,550 metros cuadrados. El patio de ingreso y los tres jardines interiores, cuya área es de 1,237 metros cuadrados; y por los espacios cubiertos: el vestíbulo de introducción, cuyo gran ventanal permite admirar la ciudad indígena como si fuese parte del museo; sus seis salas de exhibición, cuya innovadora figura hexagonal proporciona una visión general de tres salas a la vez y reduce los recorridos del visitante, en comparación con una sala rectangular; la zona administrativa; y el restaurante y los servicios. Estos espacios cubiertos tienen una superficie de 1,870 m².
El museo puede recibir, simultáneamente, alrededor de 600 personas, 70 autos y 14 autobuses. Su costo -1994- fue de $ 6’000,000.00 de pesos mexicanos, equivalentes entonces a 1’818,000 dólares americanos.
Todo el museo, desde los estacionamientos hasta la salida hacia la zona arqueológica, está acondicionado para las personas minusválidas. Condición que no era usual en México. Los dispositivos ecológicos con que cuenta el museo son: Captación del agua de lluvia que cae en los techos y su conducción hasta los aljibes, cuya capacidad es de 556 metros cúbicos. Iluminación 100 % natural, por medio de domos cenitales, cuyas ductos están formados por espejos. Cuando la luz solar disminuye, la iluminación es complementada por electricidad generada por celdas fotovoltaicas. La temperatura interior es controlada mediante dobles muros con un espacio intermedio, que están perforados en su parte inferior para permitir el ingreso de aire fresco, el cual -al calentarse- asciende y pasa por un doble techo, para salir al exterior en la cúspide de las torres, mediante el efecto de tiro de chimenea. En el exterior del vestíbulo, hay una trabe de concreto que impide el paso del sol poniente hacia el ventanal, el cual tiene un vidrio gris-filtro al exterior; un espacio intermedio para permitir la elevación del aire que penetra por las separaciones del manguete de aluminio que sostiene al vidrio claro que da al vestíbulo. La conformación y su apariencia tienden a mimetizar el museo con los montes que lo rodean y minimiza su presencia para que el museo no compita visualmente con la zona arqueológica.
En la loma cercana a la explanada principal del centro ceremonial, se ubica el edificio bajo conceptos muy definidos en cuanto a su forma y función. Del estacionamiento se accede a un amplio espacio que, a través de un gran ventanal, nos ofrece una asombrosa panorámica de la zona arqueológica.
Se ingresa así a la primera sala donde puede verse, en el cruce de los ejes principales que generaron el proyecto, la maqueta de la zona e iniciar el recorrido por las demás salas. Hay también en esa sala introductoria una maqueta en piedra de mil años de antigüedad. 
La forma casi triangular de los salones y su perpendicular sistema de iluminación, nos invita a realizar el recorrido en el orden que los museógrafos han dispuesto y así vemos distintas piezas que nos conducen a través de la historia del centro ceremonial.
A la salida del museo, se llega a una plazoleta donde se puede tomar una calzada empedrada hacia las ruinas, o volver, rodeando el edificio y pasando junto a la cafetería, al estacionamiento.
En las salas y pasillos se emplea la iluminación natural difundiéndola por medio de prismas que la dirigen a donde es requerida, reduciendo la necesidad de iluminación artificial. 

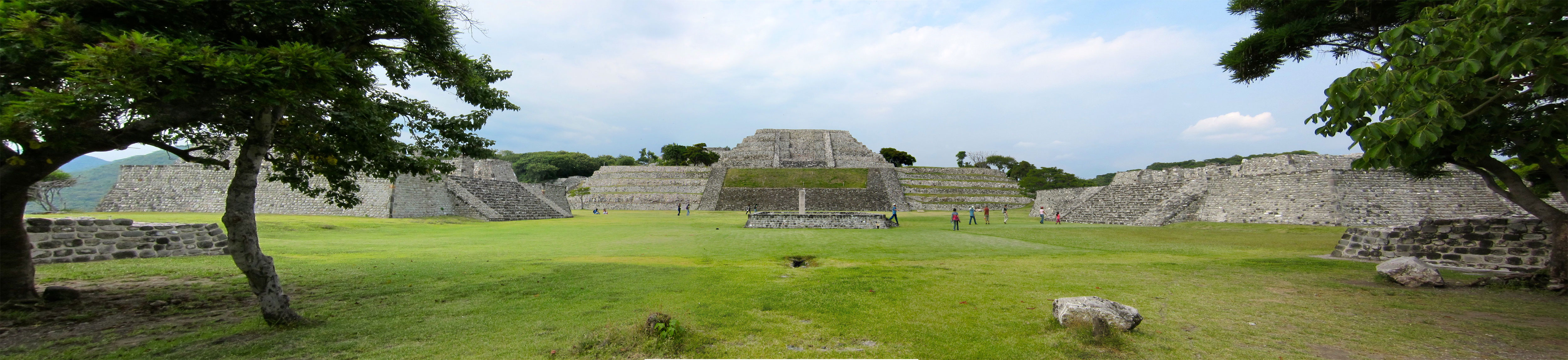
Vista panorámica de parte de la zona arqueológica